# Udumala Bala Showreddy
Udumala Bala Showreddy (* 18. Juni 1954 in Ghanpur, Andhra Pradesh) ist ein indischer römisch-katholischer Geistlicher und Erzbischof von Visakhapatnam.

## Leben
Udumala Bala Showreddy studierte an der Osmania University in Hyderabad und empfing am 20. Februar 1979 das Sakrament der Priesterweihe. An der Accademia Alfonsiana in Rom wurde er 1994 in Moraltheologie zum Dr. theol. promoviert. Seither war er Professor für Moraltheologie am Regionalseminar in Hyderabad, dessen Regens er 1997 wurde.
Im Jahr 2006 wechselte Udumala Bala Showreddy als stellvertretender Generalsekretär der Indischen Bischofskonferenz nach Bangalore.
Am 13. April 2013 ernannte ihn Papst Franziskus zum Bischof von Warangal. Der Erzbischof von Bombay, Oswald Kardinal Gracias, spendete ihm am 23. Mai desselben Jahres die Bischofsweihe; Mitkonsekratoren waren der Apostolische Nuntius in Indien, Erzbischof Salvatore Pennacchio, und der Erzbischof von Hyderabad, Thumma Bala.
Von September 2022 bis zum 9. April 2024 verwaltete er zusätzlich das vakante Bistum Khammam als Apostolischer Administrator.
Am 8. Februar 2025 ernannte ihn Papst Franziskus zum Erzbischof von Visakhapatnam. Die Amtseinführung fand am 3. April desselben Jahres statt.